# (6250) 1991 VX1
(6250) 1991 VX1 là một tiểu hành tinh nằm ở rìa trong của vành đai chính. Nó được phát hiện bởi Eleanor F. Helin ở Đài thiên văn Palomar ở Quận San Diego, California, ngày 2 tháng 11 năm 1991.